# Luigi Pirovano
Luigi Pirovano (Baggio, 20 settembre 1895 – Milano, 6 marzo 1923) è stato un calciatore italiano, di ruolo difensore.

## Carriera
Ha militato nella Juventus fra il 1915 e il 1917, anni in cui il campionato era fermo per la Prima Guerra Mondiale: in bianconero disputa 26 partite amichevoli, segnando 5 reti, tutte su rigore.
Ha poi disputato con il Legnano i tornei di guerra del 1917 e 1918, la Coppa Giovanni Mauro nel 1917, 1918, 1919, la Coppa Nino Biffi del 1918. Successivamente ha disputato i primi tre campionati del dopoguerra sempre con i lilla legnanesi, esordendo il 19 ottobre 1919 nella gara Varese-Legnano (0-3). Ha disputato 18 incontri con due reti nella stagione 1919-1920, mentre nella stagione successiva 1920-1921 ha giocato 23 partite con 2 reti realizzate.
Nella stagione 1921-1922 giocò 10 partite, l'ultima delle quali il 19 marzo 1922 (Genoa-Legnano 2-0), poi venne colpito da una malattia che lo portò alla morte nel marzo del 1923.